# Козоріг гімалайський
Козері́г гімала́йський, або гімала́йський сероу (Capricornis thar) — вид копитних тварин роду козеріг родини бикових. Гімалайський сероу включений до видів близьких до загрозливого стану в Червоний список МСОП, тому що популяція, як вважається, буде знижуватися через втрату місця проживання і полювання за їхнім м'ясом.

## Поширення і місця проживання

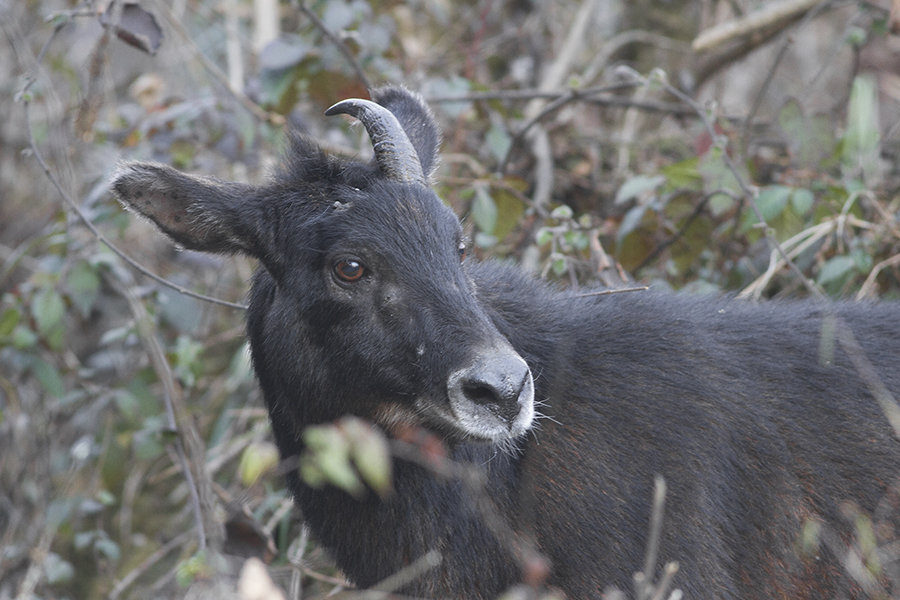
Козеріг гімалайський чоловічої статі в, Сіккім, Індія.

Розповсюджений в Гімалайському регіоні — Бангладеш, М'янмі, Бутані, Індії та Непалі.

## Збереження
Capricornis thar вказана в СІТЕС Додаток I.

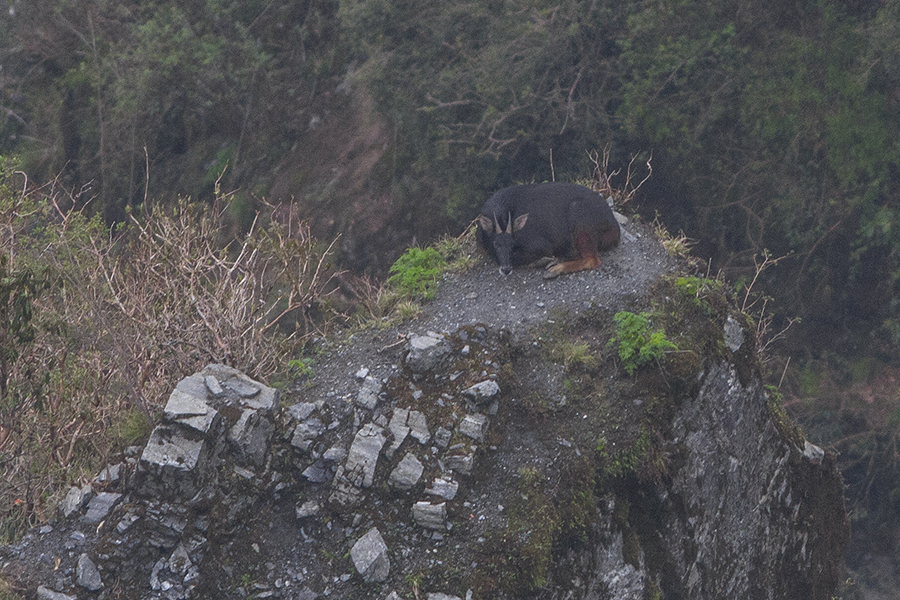
Місце проживання гімалайського сероу в The Cosmopolitan, Східний Сіккім.
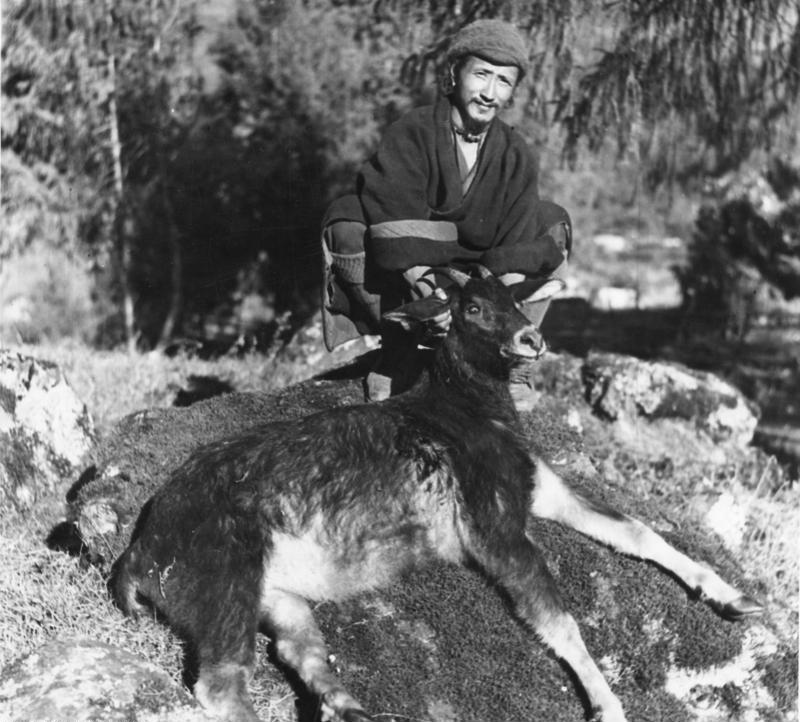
Мисливець з гімалайським сероу, вбитим в 1938 році (фото з сайту Німецького федерального архіву).

## Цікаві факти
У монастирі непальського селища Кумджунг зберігається скальп, який приписується єті. Український журналіст Дмитро Комаров з командою «Світ навиворіт» вкрав волосся з цього скальпа і передав його в 2016 році на експертизу в лабораторію. Аналіз показав, що волосся належить гімалайському сероу.